# Faramea altipetens
Faramea altipetens är en måreväxtart som beskrevs av John Duncan Dwyer. Faramea altipetens ingår i släktet Faramea och familjen måreväxter.
Artens utbredningsområde är Panamá. Inga underarter finns listade i Catalogue of Life.